# Villafranco del Guadiana
Villafranco del Guadiana es una pedanía del municipio español de Badajoz, perteneciente a la provincia de Badajoz (comunidad autónoma de Extremadura).

## Origen y etimología
La pedanía fue proyectada y edificada durante el periodo del  llamado Plan Badajoz, que incluía la creación de nuevas poblaciones. 
Inicialmente se proyecta con 136 viviendas de colonos y 42 de obreros (178 en total). El Centro Cívico lo conforman el Ayuntamiento e Iglesia y los espacios para artesanías y viviendas para funcionarios, maestros, sacerdote, además de las escuelas y la sede de la Hermandad Sindical.
La fecha de realización del proyecto del pueblo data del año 1955, perteneciente al Plan General de Colonización de la Zona Regable de Lobón, año de 1953. Canal principal  Canal de Lobón. El promotor original de las obras fue INC y el arquitecto José Antonio Corrales Gutiérrez.
La pedanía está situada junto al trazado de la N-V
Se ha planteado informalmente, desde los años ochenta del siglo XX, el cambio de denominación oficial del pueblo, proponiéndose como alternativa «Villa del Guadiana», pero no ha habido actuaciones oficiales concretas hasta agosto de 2016, cuando el ayuntamiento de Badajoz inició los trámites para realizar el cambio. Sin embargo, la mayoría de los vecinos no aceptan «Villa del Guadiana» como nuevo nombre.

## Demografía
En 1958 llegaron los primeros habitantes: un total de 100 familias que se asentaron en este nuevo pueblo sin calles asfaltadas, sin electricidad ni agua, que hicieron que el pueblo se convirtiera en lo que es hoy. 
Es un pueblo de colonos llegados desde distintos lugares de Extremadura e incluso desde otras comunidades autónomas para asentarse en Villafranco del Guadiana. Antes de venir, estos colonos tuvieron que hacer un "curso de agricultura" en la granja-escuela de una duración de dos meses. Una vez superado este curso, se les adjudicó a cada uno una casa y una parcela de unas cinco hectáreas. A algunas familias se les entregó también ganado y útiles de labranza. La mayoría de la población actual son hijos y nietos de aquellos colonos.
Podemos encontrar en esta población personas descendientes de los llamados colonos de los años 50, de poblaciones como: Fregenal de la Sierra, Maguilla, Valle Matamoros, Higuera, Alconchel, Olivenza, Murcia, Hornachos, Lobón, La Morera, Nogales, Portugal, Trasierra, Aceuchal y otras 39 más.
En el año 2022, Villafranco del Guadiana contaba con 1502 habitantes, de los cuales 745 son varones y 757 mujeres.
Evolución de la población de Villafranco del Guadiana en la última década:
| 1.344 | 1.367 | 1.436 | 1.472 | 1.552 | 1.593 | 1.594 | 1.527 | 1.532 | 1.520 | 1.502 |

## Economía
Su economía está basada principalmente en la Industria Conservera del tomate y hortalizas congeladas, por lo que en esta localidad y sus alrededores hay distintas industrias de este tipo que exportan sus productos a distintos países de mundo. También la agricultura es una fuente importante de ingresos para esta localidad.
Villafranco además posee, aparte de las ya mencionadas industrias, una piscifactoría y cuatro destacadas empresas del sector servicios: Maderesa, Muebles Manceñido, Merkamueble y Kit Extremadura; las cuatro dedicadas a la madera y sus usos. Cercano a esta localidad se halla el campo de golf Guadiana en el que se encuentra una urbanización además de un hotel.
En la localidad se ubica una piscifactoría de la Junta de Extremadura.

## Canal de Lobón
El Plan Badajoz trajo la construcción de la presa de Montijo y los canales de Montijo (margen derecha) y Lobón (margen izquierda). Ambos nacen en la presa de Montijo, y los dos finalizan su recorrido, ya como pequeñas acequias, en el término municipal de Badajoz.
Entre ambos canales abastecen a casi 1200 kilómetros de acequias. El canal de Lobón sirve sus aguas para el regadío, entre otros, a Villafranco del Guadiana.

## Parque Municipal
Parque dedicado e inaugurado por el fallecido alcalde de Badajoz, Manuel Rojas Torres entre 1983 y 1991, construyéndose como parque en dicha década, ya que con anterioridad era una arboleda de eucaliptos. El parque cuenta con un paseo elíptico, parque infantil, una edificación en desuso que fue en su día puesto de socorro de la cruz roja, una caseta donde se encuentra un antiguo depósito de abastecimiento de agua a la población y una importante arboleda, con pinos y palmeras. Su uso como parque de recreo se realiza a partir de los 80-90. La zona data originariamente desde la construcción del pueblo, hace 63 años.

## Centro de Acuicultura
El Centro de Acuicultura “Las Vegas del Guadiana”, viene dedicándose principalmente y desde hace casi cuarenta años a la cría de especies de aguas templadas.
Se trata de unas instalaciones que en su día fueron concebidas  la producción de alevines y jarabugos de especies de interés deportivo, tales como la carpa y la tenca americana. 
Inicialmente se encontraba bajo las directrices del Servicio Nacional de Pesca Fluvial y Caza (SNPFC) de la Dirección General de Montes, Pesca Fluvial y Caza. Posteriormente pasó a depender del entonces Instituto Nacional para la Conservación de la Naturaleza  (ICONA) a través de la Subdirección de Recursos Naturales Renovables.
La búsqueda del emplazamiento se realizó en 1966. Los primeros resultados se empezaron a ver en 1968 con los primeros alevines de carpa. En la primavera de 1970 funcionaba con plena normalidad con las instalaciones de la primera fase totalmente terminadas. En total, 66 estanques y 20.000 m² de superficie de agua.
Destacan tres etapas:
 En su primera etapa (1968 -1979) era el principal productor de alevines de carpa y tenca ameriana con producciones en torno a 1.000.000 de unidades  para la primera y de 1.500.000 para la segunda. 
En esta etapa inicial sus objetivos quedaron definidos como la reproducción, estudio, experimentación, cría y posterior repoblación de especies de aguas cálidas.
A mediados de los años 70 empezaron las primeras experiencias con la tenca, obteniéndose  producciones significativas (95% del total producido en los centros oficiales) aunque todavía sin un control total sobre la especie.
En su segunda etapa (1980-1995) estuvo marcada por un protagonismo creciente de la tenca, con producciones superiores a los 2.500.000 jarabugos.
A partir de las transferencias a la Comunidad Autónoma Extremeña en materia de Acuicultura, recogidas en el Estatuto de Autonomía, y muy especialmente a partir del año 1984 se amplió significativamente la superficie dedicada a estanques. Actualmente el Centro ocupa una superficie de 125.000 m².
Pasó a depender de la Consejería de Agricultura, fijándose entre sus nuevas líneas prioritarias el fomento de la acuicultura.
Se creó la figura de “Explotación de Acuicultura”, que representa mayoritariamente al sistema tradicional de cría extensiva de la tenca en charcas en Extremadura.
 En su tercera etapa: La aprobación de la Ley de Pesca de Extremadura en el año 1995 marcó el comienzo de su tercera etapa.
Con la adscripción de las instalaciones a la entonces Agencia de Medio Ambiente, hoy Dirección General de Medio Ambiente, se establecieron nuevas líneas prioritarias. Cabe destacar:
El establecimiento de la tenca como especie de interés regional.
El interés creciente por el estudio de las especies nativas y por su reproducción en cautividad como mecanismo para la recuperación de sus poblaciones en el medio natural a través de repoblaciones.
Consecuentemente, se suprimió la cría de especies exóticas en la piscifactoría, salvo la carpa.
En la actualidad, además del Centro “Las Vegas del Guadiana”, la Consejería de Agricultura, Desarrollo Rural, Medio Ambiente y Energía cuenta con el Centro de Piscicultura de Jerte, dedicado a la producción de trucha común para repoblación. La piscifactoría de Jerte produce anualmente 750.000 alevines y más de 5 Tm  de truchas de 22-25 cm para repoblación.

## Patrimonio
Iglesia parroquial católica bajo la advocación de Nuestra Señora del Socorro, en la archidiócesis de Mérida-Badajoz.
El altar esta presidido por escultura exenta (2 m) realizada en madera policromada que representa a la Virgen del Socorro. La Virgen, como protectora de los fieles, aparece sentada con el niño Jesús en su rodilla y portando en su mano derecha alzada un arma. Presenta una actitud de amenaza frente al diablo que está a sus pies e intenta atrapar a un niño. Se aprecia un gran dinamismo y un gran trabajo en los pliegues de la vestidura
de la Virgen, además del naturalismo que confiere a la anatomía del diablo.
Cabe destacar de la iglesia el Doble mural de forma asimétrica realizado en mosaico a base de teselas y piedras irregulares de distintos tamaños (10,75 m2). 
En el lado del Evangelio está la Anunciación y en el lado de la Epístola, la Adoración de los pastores. Obra de apariencia ingenuista y tendencia geométrica. Predomina el hieratismo de las figuras, la combinación de planos frontales o de perfil, además de los contornos en color negro. Obra atribuible al pintor José Vento Ruiz (Valencia, 1925 — Madrid, 2005). 
Conjunto de vidrieras emplomadas. En la zona de la nave son muy sencillas, se recurre a composiciones geométricas en formato rectangular con colores suaves; mientras en la capilla bautismal se alternan elementos naturales con otros de factura abstracta. Estas vidrieras son atribuibles al pintor y muralista Antonio Hernández Carpe (Espinardo, Murcia, 1923 - Madrid, 1977), uno de los artistas más prolífico en las iglesias de colonización de Extremadura.
La pila bautismal y la pila de agua bendita, forman parte del mobiliario litúrgico y sirve para administrar el bautismo. Primitivamente se colocaron en la zona del baptisterio pero hace unas décadas la mayoría se han trasladado hacia la zona del presbiterio. Es una pila de material pétreo, granito o mármol principalmente, provista de un fuste, un pedestal y cubierta con una tapa metálica culminada con una cruz. Las pilas cuentan generalmente con uno o dos huecos separados para el agua y la colocación de la concha con la que se arroja. Existen diferentes tipologías estructurales: semiesféricas, poligonales, cilíndricas, troncocónicas, cuadradas o con combinación de formas; el fuste y el pedestal también varían. No suelen aparecer motivos decorativos labrados en la superficie, pues el concepto predominante es el volumen y el carácter utilitario. Su diseño suele asociarse con el arquitecto responsable de proyectar la iglesia.
Los bancos para sentarse durante el ceremonial religioso pertenecen al mobiliario litúrgico. Están realizados en madera maciza con diseños sencillos y diferentes acabados adecuados al estilo arquitectónico de las iglesias. Cuentan con un respaldo alto y reposapiés.
Lámparas para la iluminación del templo realizadas en hierro pintado de negro con cruces horadadas. Se pueden encontrar varios modelos a partir de la geometría cilíndrica: plafones adosados al techo, luminarias colgadas a gran altura, en forma de aplique, de candelabros, sobre una estructura cruciforme, etc. 
La producción de estas piezas se atribuye a los Talleres Granda, empresa madrileña fundada a principios del siglo XX por el sacerdote asturiano Félix Granda Buylla (Pola de Lena, 1868 – Madrid, 1954).

## Fiestas
Sus fiestas Patronales se celebran sobre el 25 de julio, día de Santiago Apóstol, patrón de España, y su romería es el 15 de mayo, día de San Isidro. Otra celebración que destaca del pueblo es su Semana Santa.
Aunque la feria se celebra en honor a Santiago Apóstol el 25 de julio, la patrona de Villafranco del Guadiana es N.ª Sra. del Socorro, cuya festividad es el día 2 de septiembre. Esa semana se hace una triduo a la Virgen, se ofrecen flores, se adorna el altar de la iglesia, y se celebra en el parque del pueblo, para todos los vecinos, un día de convivencia promovido por la asociación de vecinos. En esta convivencia los vecinos aportan platos típicos y caseros de sus casas, y la asociación pone la bebida, la música, y la organización.
La romería de San Isidro también se celebra en el parque del pueblo. Las familias se ponen a la sombra de uno de los muchos árboles que hay, y bailan con música en directo, participan de los concursos que organiza la asociación de vecinos, se celebra una misa en honor a San Isidro, al que se lleva en procesión al parque y se queda ahí todo el día, con el pueblo.

## Hijos ilustres
- Antonio Ferrera. Matador de Toros.
- Juan Pedro Sánchez Romero. Periodista de Canal Extremadura.